# Gingerdead Man vs. Evil Bong
Gingerdead Man vs. Evil Bong är en amerikansk komedi från 2013 i regi av Charles Band. Filmen är en crossover baserad på de två film trilogierna Gingerdead Man och Evil Bong.

## Handling
I denna film söker den hemska mördaren Gingerdead Man hämnd på bagaren Sarah Leigh. Detta för att Sarah Leigh tvingade honom att leva sitt liv som en pepparkaka. Men Sarah Leigh har fått leva sitt liv i fred och länge nog för att lyckas slå upp sitt eget bageri där hon nu är chef.
Larnell från Evil Bong har slagit upp en affär i närheten av Sarah Leigh bageri där han säljer gräs och rökningsredskap. Larnell och Sarah Leigh ingår i ett samarbete och när Gingerdead Man kommer för att döda Sarah Leigh vänder hon sig till Larnell för hjälp. Larnell plockar då fram den magiska bongen Eebee, även kallad Evil Bong, och använder dennas kraft för att stoppa Gingerdead Man en gång för alla.

## Skådespelare
| Skådespelare               | Roll                |
| -------------------------- | ------------------- |
| Gary Buset                 | Millard Findlemeye  |
| Tommy Chong                | Jimbo Leary         |
| Ryan Curry                 | Larry               |
| Victoria De Mare (röst)    | Tart                |
| The Don                    | String              |
| Tokie Jazman (röst)        | Rasta Brownie       |
| Johan Patrick Jordan       | Larnell             |
| Johan Karys                | Gingerdead Mans mun |
| Philip Kreyche (röst)      | Cream Puff          |
| Jacques Aime Labite (röst) | Baguettel           |
| Victoria Levine            | Debbie              |
| Michelle Mais (röst)       | Evil Bong/Eebee     |
| Amy Paffarath              | Velicity            |
| Bob Ramos (röst)           | Gingerdead Man      |
| Chance A. Rearden          | Hambo               |
| Michael A. Shepperd (röst) | King Bong           |